# The Texas Chainsaw Massacre: The Beginning
Thảm sát cưa máy tại Texas: Sự khởi đầu hay Tử thần vùng Texas 2 (tựa tiếng Anh: The Texas Chainsaw Massacre: The Beginning) là một bộ phim kinh dị năm 2006 của Mỹ do Jonathan Liebesman làm đạo diễn. Đây là bộ phim thứ 6 trong loạt phim The Texas Chainsaw Massacre, nó là phần tiếp theo của phim kinh dị năm 2003 The Texas Chainsaw Massacre.

## Nội dung
Năm 1939, một người phụ nữ chết khi sinh con tại một lò mổ ở Texas, và người giám sát bỏ đứa bé trong thùng rác. Luda Mae Hewitt tìm thấy đứa trẻ, cô đưa cậu về dinh thự Hewitt, đặt tên cậu là Thomas và nuôi cậu như con ruột của mình.
Ba mươi năm sau, Thomas làm việc trong lò mổ dưới sự chỉ đạo của người giám sát đã bỏ anh vào thùng rác. Khi nhà máy bị bộ y tế đóng cửa, anh ta không chịu rời đi cho đến khi người giám sát yêu cầu. Thomas giết người giám sát bằng một chiếc búa và tìm thấy một chiếc cưa máy mà anh ta mang theo bên mình. Khi cảnh sát trưởng Hoyt cố gắng bắt giữ anh ta, con trai của Luda Mae, Charlie Hewitt đã bắn Hoyt và lấy danh tính của anh ta.
Hai anh em Eric và Dean cùng hai người bạn gái Chrissie và Bailey đi ngang qua hạt Travis, bang Texas. Eric trở về từ cuộc chiến tranh Việt Nam để đưa Dean tham chiến, Dean thì muốn đến México, Dean đốt thẻ quân dịch của mình, họ bị một người phụ nữ du côn tên Alex lái xe mô tô từ phía sau xe jeep của họ chĩa súng vào và bảo phải tấp vào lề. Eric vốn rất ghét những hạng người ngang ngược này liền lấy khẩu súng lục định bắn Alex, nhưng chiếc xe đâm phải một con bò và bị lật. Đúng lúc đó, Charlie đến nơi, dùng súng săn bắn chết Alex, hắn ta nhặt được chiếc thẻ quân dịch bị đốt Eric nhận mình là Dean nhưng hắn biết anh nói dối. Charlie bắt Eric, Dean, Bailey lên xe chở về nhà, hắn cũng khiêng xác chết của Alex chở về nhà, còn chiếc xe jeep được Charlie gọi điện cho ông Monty Hewitt ra dùng xe kéo kéo về.
Charlie không bắt được Chrissie do lúc xe bị lật, Chrissie bị văng vào một bụi cây làm không ai có thể thấy cô ta. Một lát sau, Chrissie gặp được Holden, bạn trai của người phụ nữ du côn Alex vừa bị bắn chết lúc nãy. Chrissie cầu xin Holden hãy giúp cô ta cứu những người bạn, Holden tức giận vì biết bạn gái mình bị giết, anh ta bảo Chrissie hãy dẫn anh ta đến chỗ tên cảnh sát trưởng điên ấy. Còn về phần những người kia, khi về đến nhà của gia đình Hewitt, họ bị tra tấn bằng nhiều cách khác nhau, vừa bỏ trốn thì đều bị bắt lại. Xác của Alex bị Leatherface đưa xuống tầng hầm làm thịt. Eric bị trói vào một chiếc bàn và cắt đứt dây thần kinh ở cả hai cánh tay của anh ấy.
Tối hôm đó, Chrissie và Holden tìm được căn nhà gia đình Hewitt, hai người lẻn vào nhà. Holden bắn vào chân ông Monty, sau đó Leatherface xông ra dùng máy cưa cưa đôi người Holden. Chrissie chưa bị phát hiện, cô chạy xuống tầng hầm để cứu bạn trai Eric, nhưng không thể tháo được những miếng kim loại, Eric bị cưa bụng và lột da mặt. Charlie bảo Leatherface cưa cả hai chân Monty, ông Monty phải ngồi xe lăn từ đó. Chrissie định bỏ trốn thì nghe thấy tiếng hét của Bailey và quyết định cứu bạn nhưng Charlie đã đánh cô bất tỉnh rồi trói vào ghế để ăn tối, cùng với Bailey và Dean bất tỉnh. Bailey bị cắt lưỡi và nhổ hết răng Leatherface rạch cổ Bailey và đưa Chrissie xuống tầng hầm, nhưng cô ấy dùng tuốc nơ vít đâm vào lưng anh ta và nhảy ra cửa sổ bỏ chạy khỏi căn nhà. Leatherface cầm máy cưa đuổi theo, Dean tỉnh lại thấy Bailey bị giết nên đánh đập Charlie trước khi đi giúp Chrissie. Chrissie chạy vào lò mổ bỏ hoang năm xưa Dean đến và bị giết. Chrissie nhảy lên một chiếc xe hơi rồi đề máy chạy đi, chạy được một quãng thì cô thấy xe cảnh sát trước mặt, cô mừng rỡ vì sắp được giúp đỡ. Nhưng Leatherface đã ngồi phía sau xe nãy giờ, hắn đâm máy cưa xuyên qua ghế trước khiến Chrissie chết tại chỗ, chiếc xe tông chết người cảnh sát đang đứng trên đường. Leatherface bước xuống xe đi bộ về nhà.
Phần kết thay thế:
- Trong cái kết này, Leatherface không ngồi ở ghế sau, nhưng sau đó Leatherface dùng cưa máy cưa qua cửa sổ và giết Chrissie.
- Cái kết này Leatherface đâm Chrissie bằng một con dao xuyên qua ngực, thay vì đâm chiếc cưa máy xuyên qua bụng cô

## Diễn viên
- Jordana Brewster vai Chrissie
- Taylor Handley vai Dean Hill
- Diora Baird vai Bailey, bạn gái của Dean
- Matt Bomer vai Eric Hill, bạn trai của Chrissie và anh trai của Dean
- R. Lee Ermey vai Charlie Hewitt / Cảnh sát trưởng Hoyt giả mạo
- Andrew Bryniarski vai Leatherface / Thomas Hewitt
- Lew Temple vai Winston Hoyt, cảnh sát trưởng thật sự
- Lee Tergesen vai Holden
- Terrence Evans vai Monty Hewitt
- Kathy Lamkin vai Tea Lady
- Marietta Marich vai Luda Mae Hewitt
- Allison Marich vai Luda Mae Hewitt lúc còn trẻ
- Leslie Calkins vai Sloane
- Cyia Batten vai Alex, bạn gái của Holden